# Ризоподијални ступањ организације
Ризоподијални ступањ организације постоји код оних једноћелијских алги које немају чврст ћелијски зид и немају сталан облик тела. Образују псеудоподије помоћу којих узимају храну.